# Operacija Demon
Operacija Demon je britanska evakuacija Britanskega ekspedicijskega korpusa iz celinske Grčije; začela se je 24. aprila 1941 in končala 29. aprila.
Večino evakuiranih vojakov (50.000) so premestili na nezasedene grške otoke (npr. Kreto). 